# Rejon koczkowski
Rejon koczkowski (ros. Кочковский район) – rejon będący jednostką podziału administracyjnego rosyjskiego obwodu nowosybirskiego.

## Historia
Pierwsza fala rosyjskich osadników przybywa na te ziemie w XVII wieku. Byli to głównie zesłańcy skazani na osiedlenia we wschodnich częściach Imperium Rosyjskiego oraz zbiegli chłopi pańszczyźniani. Tereny te podlegały pod administrację rosyjską w twierdzy w Koływaniu, a następnie pod tomską gubernię. W 1783 roku utworzona zostaje wołost, która parokrotnie jeszcze zmieniała swoją przynależność administracyjną, choć pozostawała w granicach podległych gubernatorowi w Tomsku. Populacja była bardzo niska, w centrum tych ziem, wsi Koczki w 1782 roku mieszkało 107 osób, a w 1854 liczba ta wzrosła do zaledwie 174. W połowie XIX wieku władze imperialne w Petersburgu rozpoczynają promowanie akcji osiedleńczej, a chłopom którzy zdecydowaliby się przybyć m.in. na tereny ziemi koczkowskiej, oferują grunty rolne oraz liczne udogodnienia. Kampania ta przyniosła pewien skutek, bo w 1893 roku w Koczkach mieszkają już 1683 osoby, stoi murowana cerkiew, działa szkoła ludowa, a lokalni kupcy otwierają swoje sklepy. W 1910 roku na terenie wołosti koczkowskiej żyło 29 847 osób, działało osiem małych zakładów wytwórczych, 19 sklepów, 5 prawosławnych cerkwi, 3 sklepy z wyrobami alkoholowymi, punkt medyczny, 6 małych szkół które obsługiwało 7 nauczycieli, a naukę pobierało tam 411 uczniów.
Władza sowiecka została ustanowiona na tym obszarze w marcu 1918 roku. Rejon koczkowski został sformowany w 1925 roku, w tym roku otwarto także pierwszy urząd pocztowy w regionie i uruchomiono pierwszy nadajnik radiowy. Większość mieszkańców stanowili Rosjanie i Ukraińcy, w 1928 roku otwarty zostaje szpital rejonowy. Od 1929 roku władze sowieckie rozpoczynają politykę forsownej stalinowskiej kolektywizacji, kołchozom nadawano imiona na cześć rewolucji, komunizmu czy Włodzimierza Lenina. W 1931 roku otwarta zostaje pierwsza placówka bankowa, punkt straży pożarnej, zaczyna się ukazywać także regionalna gazeta. 28 września 1937 roku rejon koczkowski zostaje przyłączony do Kraju Ałtajskiego. Od 8 kwietnia 1939 roku w granicach obwodu nowosybirskiego. Władze sowieckie inwestowały i rozwijały głównie rolnictwo na tym obszarze oraz przetwórstwo. 13 marca 1963 roku rejon został zlikwidowany i włączony w skład rejonu dowoleńskiego, ale już w 3 listopada 1965 roku powraca na mapę administracyjną obwodu nowosybirskiego.

## Charakterystyka
Rejon koczkowski położony jest w południowej części obwodu nowosybirskiego i jest to jego najmniejszy pod względem powierzchni rejon. Jest to głównie teren o charakterze stepowym, na długości przeszło 70 kilometrów graniczy z Krajem Ałtajskim. Z zachodu na wschód jego długość wynosi 85 kilometrów, a z północy na południe jest to 45 kilometrów. Od obwodowej stolicy, Nowosybirska oddalony jest o około 200 kilometrów, najbliższa stacja kolejowa znajduje się natomiast w mieście Kargat i aby się do niej dostać należy pokonać odległość 100 kilometrów. Rejon podzielony jest na 10 osiedli wiejskich, jego centrum administracyjnym są Koczki. Klimat na tym obszarze jest kontynentalny, wiatry głównie zachodnie i południowo-zachodnie, średnie zimowe temperatury wynoszą -16 stopni Celsjusza, a letnie +18 C. Rejon nie jest bogaty w zasoby wodne, poza rzeką Karasuk istnieją tu także dwa jeziora, a do 1997 roku woda pitna musiała być sprowadzona wodociągiem z Nowosybirska. Tereny uprawne zajmują powierzchnię 136 819 hektarów, w 2010 roku rolnictwo rejonu koczkowskiego wyprodukowało produkty rolne warte 1,485 miliardów rubli. Przeciętne roczne zbiory wynoszą 154 200 ton różnego rodzaju zbóż, w 2010 roku wyprodukowano także 26 600 ton mleka, a produkcja mięsa przyniosła 5400 ton. Sektor rolniczy zatrudnia 56,2% wszystkich pracujących w rejonie. Przemysł związany jest głównie z wytwarzaniem i przetwarzaniem produktów żywnościowych. Oprócz tego sektora sporą rolę odgrywa także przemysł drzewny, który po 2010 roku zwiększył produkcję.
Rejon koczkowski jest położony przy ważnej trasie komunikacyjnej prowadzącej z Nowosybirska do Pawłodaru, co pozwala uzyskać połączenie z Kazachstanem. Rozwijana jest także turystyka, z uwagi na dobre warunki krajoznawcze, agroturystyczne oraz istniejący na tym obszarze rezerwat przyrody. W 2010 roku w rejonie zainwestowano łącznie 425 milionów rubli. Rejon dysponuje 25 placówkami edukacyjnymi różnych szczebli, w tym 15 szkołami publicznymi. Swój wydział zamiejscowy zlokalizował tutaj Nowosybirski Pedagogiczny Uniwersytet Państwowy. Znajduje się tu także 13 różnych bibliotek, kina, 19 klubów kulturalnych oraz muzeum historyczne. Opiekę medyczną zapewnia szpital rejonowy oraz specjalistyczna klinika, 2 małe szpitale wiejskie oraz kilkanaście przychodni.

## Demografia

### Wiadomości ogólne
Według danych federalnych z 2010 roku obszar rejonu koczkowskiego zamieszkiwany jest przez 16 002 osób. Liczba mieszkańców spada, w 1998 roku żyło tutaj 17 100 ludzi. Związane jest to przede wszystkim z emigracją ludzi do większych miast oraz ujemnym przyrostem naturalnym. Przeciętna miesięczna pensja w 2009 roku wyniosła 11 380 rubli, a w 2010 roku wzrosła nieznacznie do 11 424 rubli.

### Podział narodowościowy
- Rosjanie – 91,5%
- Niemcy – 3,4%
- Ukraińcy – 2,6%
- inne narodowości – poniżej 2,5%[10]

### Liczba ludności w ostatnich latach
| Rok  | Liczba ludności |
| ---- | --------------- |
| 1998 | 17 100          |
| 2006 | 16 728          |
| 2007 | 16 710          |
| 2008 | 16 478          |
| 2009 | 16 540          |
| 2010 | 16 002          |